# Vepris boiviniana
Vepris boiviniana là một loài thực vật có hoa trong họ Cửu lý hương. Loài này được (Baill.) Mziray miêu tả khoa học đầu tiên năm 1992.